# TransAsia Airways
TransAsia Airways (復興航空) était une compagnie aérienne de Taïwan qui dessert des destinations domestiques mais offre aussi quelques vols réguliers vers Macao et la Corée du Sud ainsi que des vols charters.
La compagnie annonce la cessation de ses activités le 22 novembre 2016.

## Historique
TransAsia, l'une des premières compagnie aérienne privée de la République populaire de Chine, fut fondée en 1951 sur la route Taipei-Hualien-Taitung-Kaohsiung. La compagnie faisait également office d'agent local pour des compagnies étrangères. TransAsia cessa ses vols en 1958 pour se consacrer à ses activités d'agent et de fournisseur de repas.
Les vols intérieurs reprirent en 1988, suivis de vols charters vers Laoag, Manille, Cebu, Phnom Penh, Surabaya, Yangon, Phuket, Da Nang et Manado en 1992. Les vols réguliers internationaux commencèrent en 1995.
Le 22 novembre 2016, les membres du conseil d'administration de TransAsia ont annoncé la dissolution de la compagnie aérienne, à la suite de trop grosses pertes financières ayant comme facteurs les accidents de 2014 et 2015, ainsi que l'effondrement du nombre de touristes chinois depuis la dégradation de la relation entre les deux pays, due à l'élection de la présidente Tsai Ing‑wen. Les vols prévus ont tous été annulés et remboursés aux passagers.

## Destinations

### Domestiques

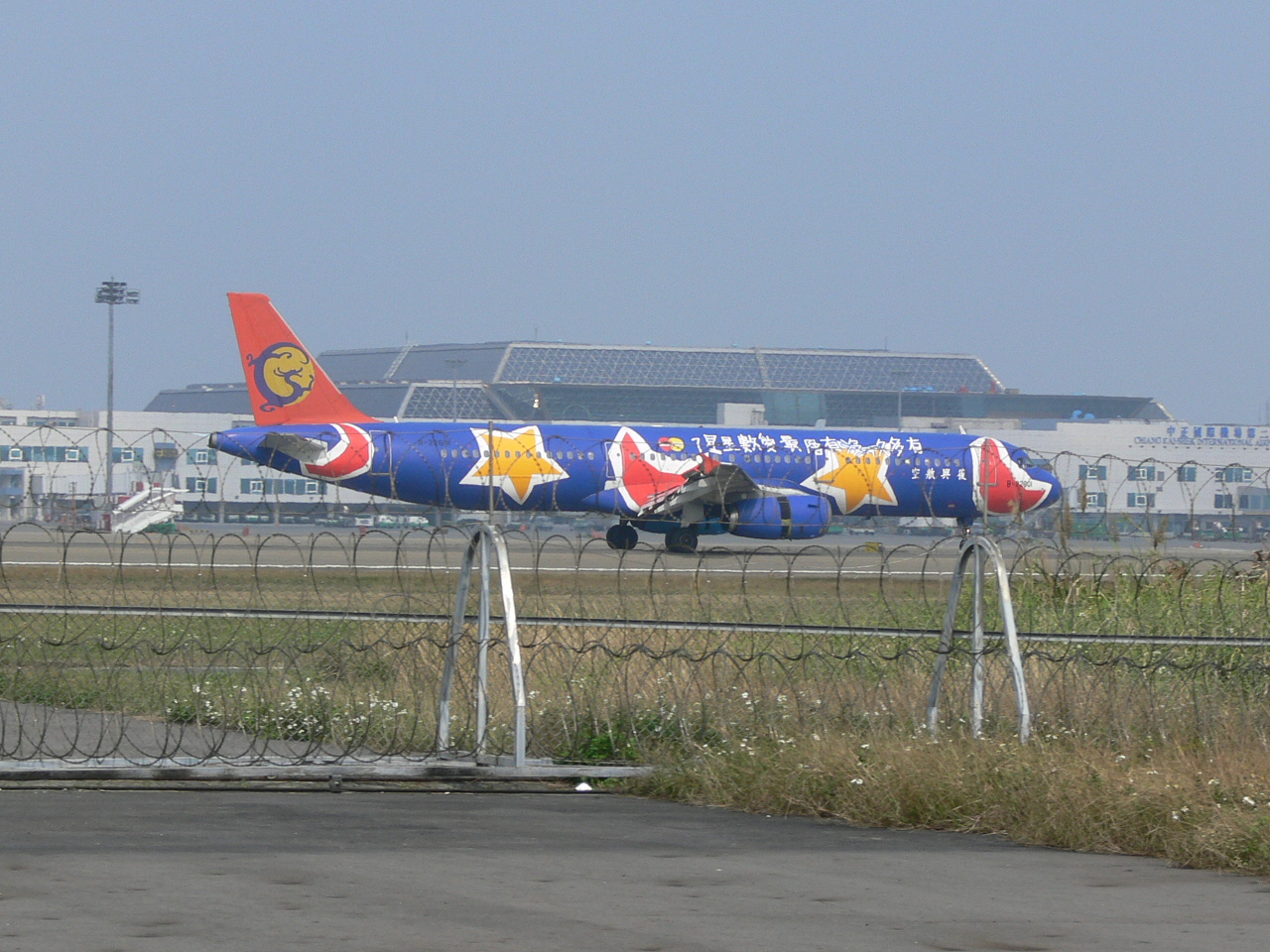
Airbus A321-100 de TransAsia Airways à Taïwan Taoyuan en 2006

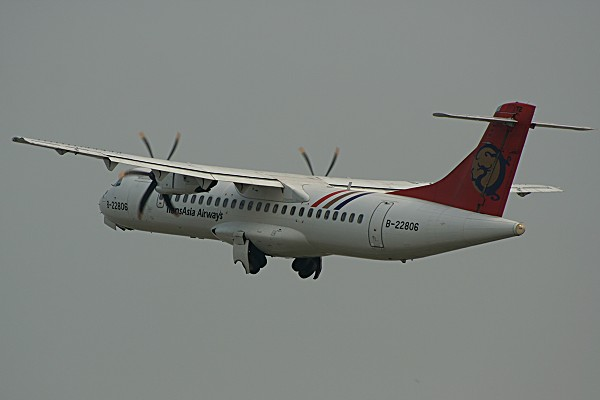
ATR-72 de TransAsia Airways décollant de Kaohsiung

- Taipei Songshan
- Kaohsiung
- Aéroport de Pingtung (en)
- Aéroport de Kenting
- Aéroport de Hualien
- Aéroport de Tainan
- Aéroport de Makung (en)
- Aéroport de Kinmen

### Internationales
À partir de l'Aéroport international Taïwan Taoyuan :
- Cambodge
  - Siem Reap - Aéroport international de Siem Reap-Angkor
- Chine
  - Changsha - Aéroport international de Changsha Huanghua
  - Chongqing - Aéroport international de Chongqing Jiangbei
  - Fuzhou - Aéroport international de Fuzhou Changle
  - Guiyang - Aéroport international de Guiyang Longdongbao
  - Hangzhou - Aéroport international de Hangzhou Xiaoshan
  - Hefei - Aéroport international de Hefei Xinqiao
  - Nanning - Aéroport international de Nanning Wuxu
  - Quanzhou - Aéroport international de Quanzhou Jinjiang
  - Shanghai - Aéroport international de Shanghai Pudong, Aéroport international de Shanghai Hongqiao
  - Tianjin - Aéroport international de Tianjin Binhai
  - Wuhan - Aéroport international de Wuhan Tianhe
  - Wuxi - Aéroport international de Sunan Shuofang
  - Xiamen - Aéroport international de Xiamen Gaoqi
  - Xuzhou - Aéroport de Xuzhou Guanyin
  - Yichang - Aéroport de Yichang Sanxia
  - Zhangjiajie - Aéroport de Zhangjiajie Hehua
- Japon
  - Asahikawa - Aéroport d'Asahikawa (en)
  - Hakodate - Aéroport de Hakodate
  - Okinawa - Aéroport de Naha
  - Osaka - Aéroport international du Kansai
  - Sapporo - Aéroport New Chitose
  - Tokyo - Aéroport international de Narita
- Macao
  - Aéroport international de Macao
- Corée du Sud
  - Jeju - Aéroport international de Jeju
- Thaïlande
  - Bangkok - Aéroport Suvarnabhumi de Bangkok
  - Chiang Mai - Aéroport international de Chiang Mai
  - Phuket - Aéroport international de Phuket Charter

### Anciennes destinations
- Cambodge - Aéroport international de Phnom Penh
- Chine - Aéroport international de Chengdu-Shuangliu, Aéroport international de Kunming Changshui
- Indonésie - Manado, Surabaya
- Japon - Aéroport d'Ishigaki, Aéroport de Kushiro (en), Aéroport d'Obihiro (en)
- Malaisie - Kota Kinabalu, Kuching
- Birmanie - Rangoun
- Palau - Aéroport international Roman-Tmetuchl
- Philippines - Cebu, Clark, Laoag, Manille
- Singapour - Singapore Changi Airport
- Corée du Sud - Busan, Muan (Kwangju), Yangyang
- Viêt Nam - Da Nang, Hanoi

## Flotte
En avril 2016, les appareils suivants sont en service au sein de la flotte de TransAsia Airways (flotte de sa filiale low-cost V Air non comprise):

## Accidents de la compagnie TransAsia Airways
- 30 janvier 1995 à Kuei Shang Hsiang un ATR-72-200 en provenance de l'île de Penghu s'écrase sur une colline. L'appareil volait à une altitude de 1 000 ft (330 mètres) alors que l'altitude minimale était de 2 500 ft . L'avion était en service depuis un mois environ. L'avion était de retour d'une rotation, en convoyage à vide. Les quatre membres d'équipage ont péri dans l'accident.
- 21 décembre 2002 : le vol 791, assuré par un ATR 72-202 version fret décolle de Taipei à 01h05LT à destination de Macao transportant une cargaison de tissu, de cuir et de matériaux électroniques. Moins d'une heure après son départ, le copilote contacte le contrôle de Taipei pour un problème d'altitude. L'avion décroche finalement et s'écrase quelques minutes plus tard en mer, tuant les deux pilotes à bord.
- 21 mars 2003 un A321-131 écrase à l'atterrissage un véhicule utilitaire sur l'aéroport de Tainan, au sud de Taiwan[3]. Deux blessés, présents sur la piste d'atterrissage au moment du choc sont à déplorer. L'avion transportant 175 passagers a subi d'importants dégâts structurels.
- 23 juillet 2014 : le vol 222, assuré par un ATR72-500 et transportant 58 passagers, s'est écrasé alors que le pilote tentait un atterrissage d'urgence. L'avion reliait l'aéroport de Kaohsiung à celui de Magong. La météo régionale était défavorable à la suite du passage du typhon Matmo (en) [4]. Le bilan fait état de  48 morts[5].
- 4 février 2015 : le vol 235, assuré par un ATR72-600 et transportant 58 passagers, s'est écrasé dans la rivière Keelung quelques minutes après le décollage, 43 personnes sont décédées avec une dizaine de disparus.